# Sidnei Beneti
Sidnei Agostinho Beneti (Ribeirão Preto, 28 de agosto de 1944) é um magistrado e professor brasileiro, ex-ministro do Superior Tribunal de Justiça (STJ), cargo que ocupou de 2007 a 2014.

## Carreira
Sidnei Beneti formou-se pela Faculdade de Direito da Universidade de São Paulo em 1968, onde posteriormente concluiu especialização em direito privado e direito processual civil, e também o doutorado.
Ingressou na carreira da magistratura paulista como juiz de direito em 1972, tornando-se desembargador do Tribunal de Justiça do Estado de São Paulo em 1995. Presidiu a Seção de Direito Público daquele tribunal nos anos de 2006 e 2007.
Em 2007, foi nomeado ministro do Superior Tribunal de Justiça, em vaga destinada a membro de tribunal estadual, tomando posse no dia 12 de dezembro. Presidiu a 2ª Seção do STJ de agosto de 2011 até agosto de 2013. Aposentou-se em 21 de agosto de 2014.
Em 9 de maio de 2014, foi agraciado com a grã-cruz da Ordem do Ipiranga pelo Governo do Estado de São Paulo.
Em outubro de 2017, recebeu o título de livre-docente da USP, com a tese Homologação de sentença estrangeira por delibação no processo civil brasileiro.
É professor titular de direito processual civil da Faculdade de Direito de São Bernardo do Campo e ex-presidente da União Internacional de Magistrados (UIM, Roma), sendo atualmente seu presidente honorário.